# Rosari Monumental de Montserrat
El Rosari Monumental de Montserrat és un conjunt d'obres escultòriques de caràcter religiós situades al camí que condueix del Monestir de Montserrat a la Santa Cova on es va trobar la imatge de la Mare de Déu de Montserrat el 880.
L'itinerari surt de la plaça de la Creu i és d'uns 45 minuts al llarg dels quals es van erigir quinze monuments que evoquen els misteris del Rosari. Els estils artístics són molt diferents i personals, així com ho és la cronologia i la importància dels autors i artesans que hi varen participar. L'itinerari comença amb una imatge de Sant Domènec de Guzman feta per l'escultor Josep Maria Subirachs. El conjunt forma part de l'Inventari del Patrimoni Arquitectònic de Catalunya.
El Camí de la Santa Cova, excavat en la muntanya, fou construït entre 1691 i 1704 gràcies al mecenatge de Gertrudis de Montserrat, marquesa de Tamarit, i anomenat aleshores «camí de la plata» per la gran suma de diners que va costar. Al llarg del recorregut es van erigir grups escultòrics dedicats al Rosari i als quinze misteris de la Verge, construïts entre 1896 i 1916. Les obres foren sufragades amb donacions particulars, sobretot de confraries i entitats catòliques, gràcies a la crida realitzada per Jaume Collell i Bancells, canonge de la catedral de Vic, que en la revista jesuïta El Missatger del Cor de Jesús va promoure una campanya per a la construcció del Rosari Monumental.
En el projecte hi van intervenir arquitectes com Antoni Gaudí, Josep Puig i Cadafalch i Enric Sagnier i Villavecchia, i escultors com Josep Llimona, Josep Campeny, Margarida Sans o els germans Agapit i Venanci Vallmitjana. Per la variada autoria, no guarda cap segell estilístic comú, però en general s'emmarca dins del modernisme català. El 1983 s'hagué de fer de nou el Segon Misteri de Goig, La Visitació; el nou grup escultòric, de bronze, s'encarregà a Manuel Cusachs.

## Misteris de Goig

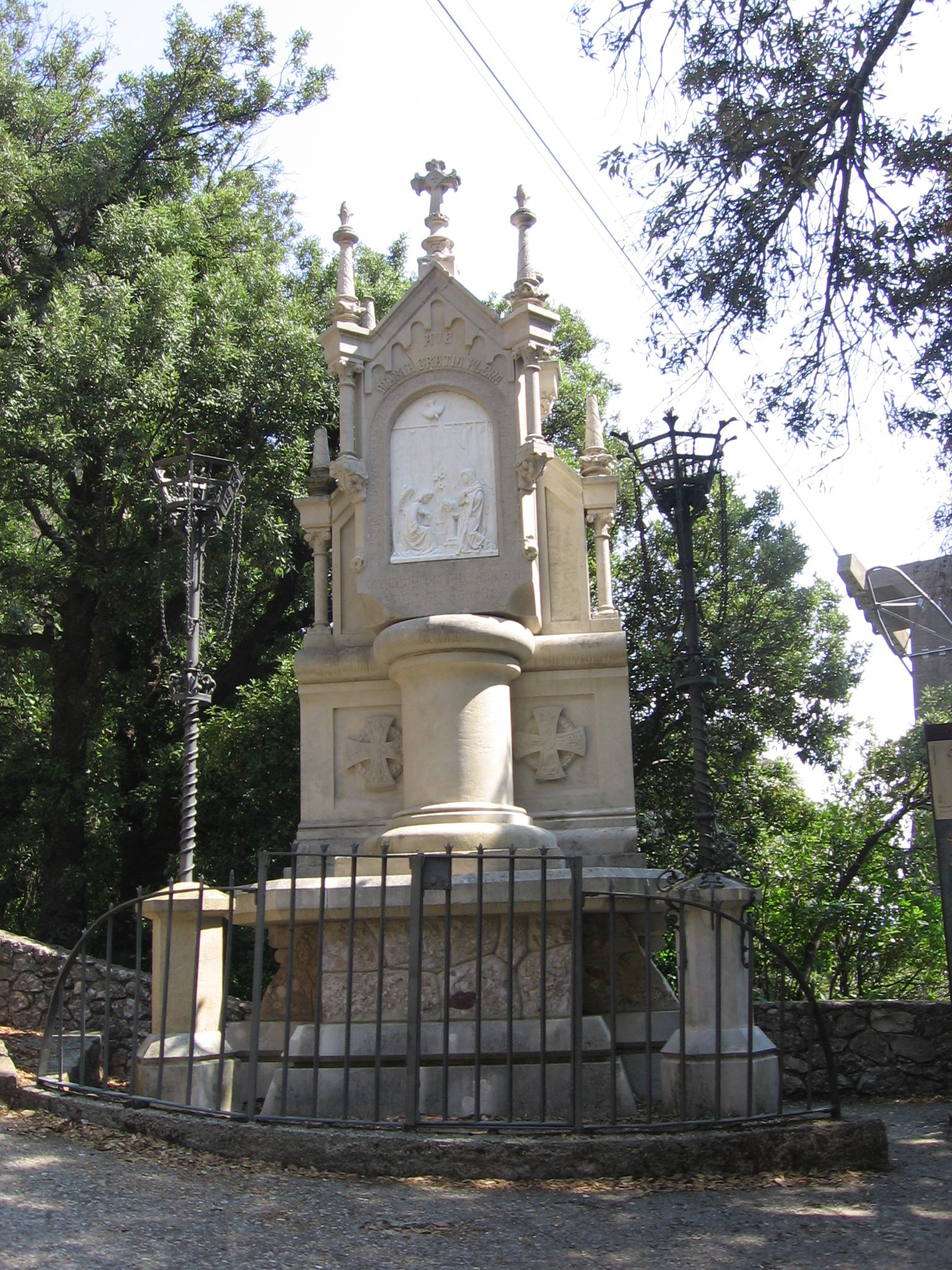
Primer misteri de Goig del Rosari Monumental de Montserrat.

### Primer Misteri de Goig
L'Anunciació.
Obra dels escultors Pujol i García, amb un relleu de marbre de Francesc Pagès i Serratosa (1896).

### Segon Misteri de Goig
La Visitació de Maria a la seva cosina Isabel.
L'obra original era d'Enric Sagnier i Villavecchia, amb l'escultura de la Visitació de Venanci Vallmitjana i Barbany (1902), però va ser malmesa pel despreniment d'unes pedres durant les obres d'ampliació de la carretera d'accés al monestir de Montserrat els anys 1970.
L'actual escultura és obra de Manuel Cusachs, feta de bronze, i data de 1983.

### Tercer Misteri de Goig
El Naixement de Jesús.
Obra de l'arquitecte Josep Puig i Cadafalch i de l'escultor Josep Llimona (1901). És una capelleta de forma neogòtica que tanca, amb una reixa de ferro forjat la representació ceràmica, voltada amb un marc de pedra. És un naixement de Jesús fet amb maiòliques de colors verd, groc, blau, marró, blanc, lila i alguns reflexos metàl·lics. St. Josep està a un costat, amb el cap de l'ase que li surt pel darrere; la Verge, al centre de la composició, agafa el nen en braços i tenen el bou al seu costat. Davant seu hi ha tres pastors adorant, un d'ells li ha portat com a ofrena un be. Al primer terme hi ha uns testos amb flors, les mateixes que decoren la part inferior. A la zona superior veiem una sèrie d'àngels a banda i banda que sostenen una fil·lactèlia amb lletres gòtiques. És de destacar la riquesa de les vestidures, sobretot les de Josep, Maria i un dels pastors. Hi ha una gran riquesa de detalls, diversos tipus de figures, posicions. Ja com a remat, a la part superior, hi ha tot d'elements neogòtics de pedra amb motius florals i un pinacle superior coronat per una creu. Fou inaugurat el 27 de maig de 1901. És una obra inclosa en l'Inventari del Patrimoni Arquitectònic de Catalunya.

### Quart Misteri de Goig
La Presentació de Jesús en el Temple. Obra de l'arquitecte Joan Martorell i Montells i de l'escultor Josep Maria Barnadas (1904).

### Cinquè Misteri de Goig
Troballa de Jesús en el Temple. Obra igualment de Joan Martorell i Josep Maria Barnadas (1906).

## Misteris de Dolor

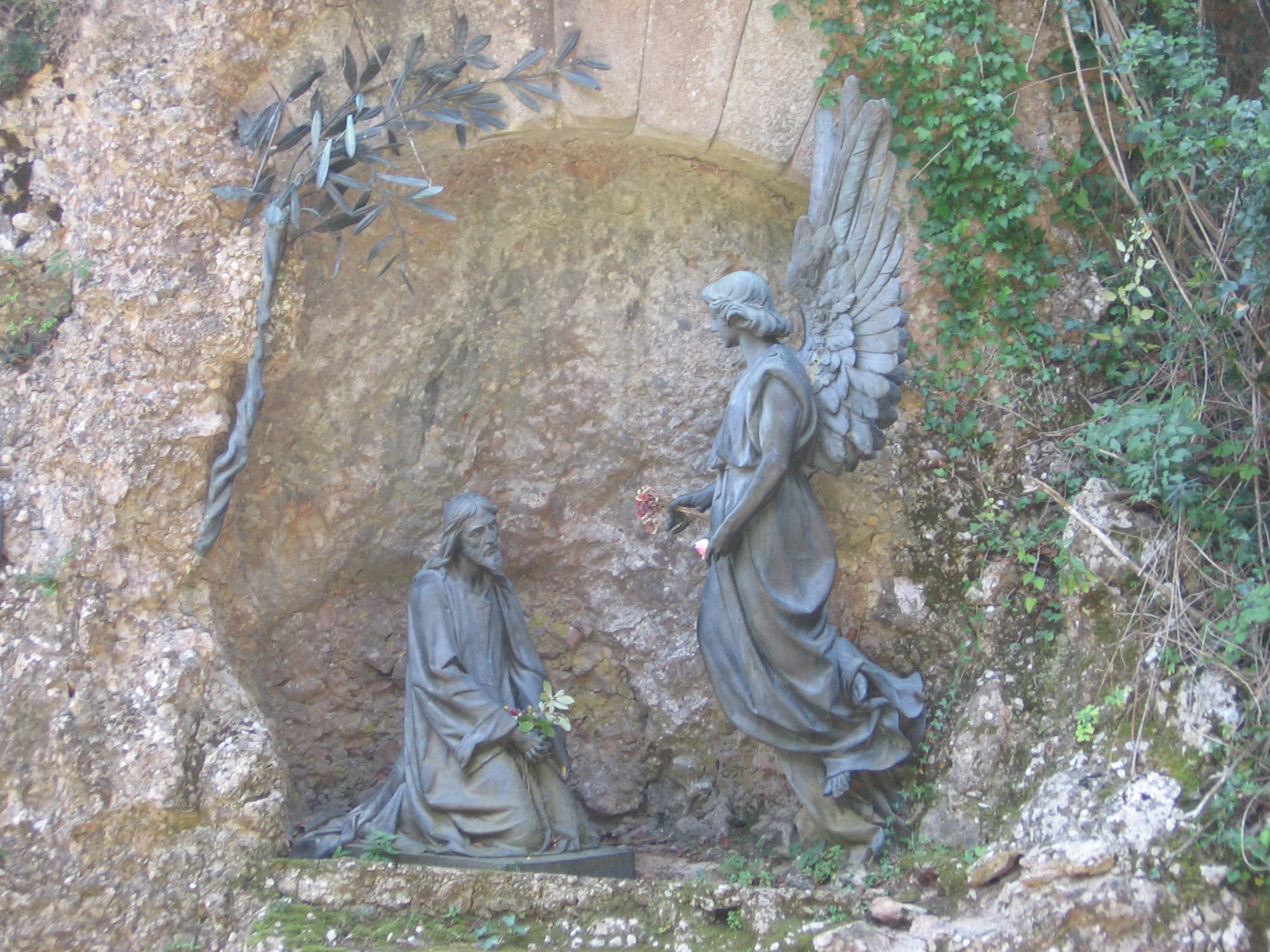
Primer misteri de Dolor del Rosari Monumental de Montserrat.

### Primer Misteri de Dolor
L'Oració de Jesús en l'Hort de Getsemaní. Obra de Joaquim Codina i Matalí amb escultures de Josep Campeny (1897).

### Segon Misteri de Dolor
La Flagel·lació. Obra de l'arquitecte Francesc de Paula del Villar i Carmona i de l'escultor Agapit Vallmitjana i Barbany (1898).

### Tercer Misteri de Dolor
La Coronació d'Espines. Obra d'Enric Sagnier i Villavecchia i de l'escultor Anselm Nogués (1901).

### Quart Misteri de Dolor
El Camí cap al Calvari portant la Creu. Obra de Joan Martorell amb Venanci Vallmitjana com escultor (1899).

### Cinquè misteri de Dolor
El cinquè misteri de dolor, o la Crucifixió de Jesús és obra de l'arquitecte Josep Puig i Cadafalch i de l'escultor Josep Llimona (1896). El Cinquè Misteri de Dolor' és una obra inclosa en l'Inventari del Patrimoni Arquitectònic de Catalunya. És un dels pocs misteris que trobem situat a l'esquerra del camí, ubicat en un revol de la recta final que porta a la santa cova, destacant per sobre del conjunt. Representa la crucifixió i mort de Crist. La creu és força carregada d'ornaments, destacant el complex treball fet de ferro forjat. A una banda de la creu hi ha el Crist crucificat. A la part del darrere hi ha aplics decoratius fets en bronze: coronat el conjunt un cap d'àliga i als braços, un cap de lleó i un de brau. Als peus de la creu hi ha un cap d'àngel, es tracta del tetramorf, els animals dels evangelistes. El conjunt és envoltat a la part inferior d'una reixa de ferro. El cinquè misteri de dolor del rosari monumental de Montserrat fou inaugurat l'11 d'octubre de 1896.

## Misteris de Glòria

### Primer Misteri de Glòria

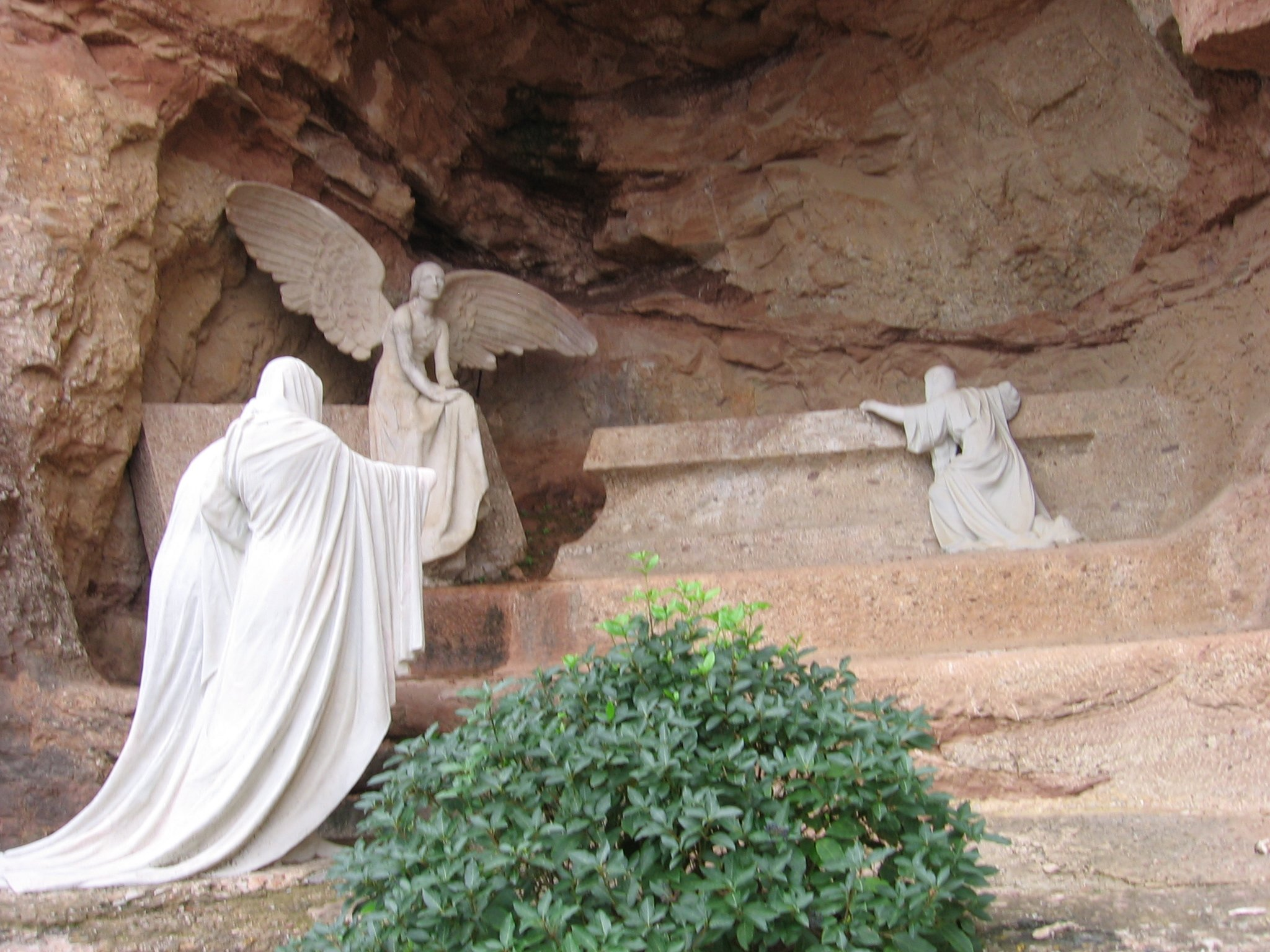
Primer misteri de Glòria

La Resurrecció de Jesús. Obra de l'arquitecte Antoni Gaudí i dels escultors Josep Llimona (Crist ressuscitat) i Dionís Renart (Les Tres Maries) (1903-1916). És un misteri del camí cap a la santa cova que destaca sobre la resta perquè és l'únic que se li ha donat un tractament d'escenografia teatral. Sembla que es va buidar la roca en aquesta zona per esculpir-hi el senotafi de Crist ressuscitat, amb la mare agenollada als peus. El grup el formen unes altres quatre figues: un àngel assegut, dues figures femenines dretes davant la tomba, ja un pèl allunyades, que semblen estar esculpides en un mateix bloc; i Jesús, fora de la cova, penjat a la roca a un nivell superior. Aquesta figura destaca també per ésser l'única feta de bronze. Pintat a la roca hi veiem l'escut de la senyera. L'accés al conjunt és tancat per una barana de ferro forjat. Adossat a la roca, al cantó dret del conjunt, hi ha una placa on diu: Ofrena de Nostra Senyora de Montserrat a la Pietat de Catalunya. El conjunt és motiu de vegades de graffiti i d'altres accions vandàliques per part dels visitants. És una obra inclosa en l'Inventari del Patrimoni Arquitectònic de Catalunya.

### Segon Misteri de Glòria
L'Ascensió de Jesús. Obra de l'arquitecte Bonaventura Bassegoda i Amigó i de l'escultor Josep Reynés (1903). És una placa rectangular de marbre amb un relleu que representa l'ascensió de Jesús en un baix i mig relleu. De fet són dues lloses unides, la superior ha estat treballada en baix relleu i la inferior, en baix i mig relleu; totes dues estan envoltades per un marc motllurat amb tot de relleus com ara volutes, la senyera o motius florals. Aquest té algunes aplicacions de bronze amb el tetramorf i tres arcs neogòtics. Als angles de la part inferior hi ha éssers monstruosos i altres motius vegetals. A sota hi ha una placa de marbre amb inscripcions amb lletra neogòtica. Encara per sota d'aquesta, trobem graons i una barana amb cintes on hi ha gravat: Ofrena d'en Pere Grau Maristany y Oliver a la Santa Verge de Montserrat en l'any de 1903. La barana tanca l'accés i els canelobres que emmarquen el conjunt de ferro forjat. Fou inaugurada el 27 de juliol de 1903, en època de l'abat Josep Deàs. L'obra està inclosa en l'Inventari del Patrimoni Arquitectònic de Catalunya.

### Tercer Misteri de Glòria
La Pentecosta. Obra de l'arquitecte Joan Martorell i de l'escultor Josep Maria Barnadas (s'ignora la data).

### Quart Misteri de Glòria
L'Assumpció de la Verge Maria. Obra de Joaquim Codina i Matalí amb escultures de Venanci Vallmitjana (1900).

### Cinquè Misteri de Glòria
La Coronació de la Verge Maria. Obra de Joaquim Codina i Matalí amb escultures de Joan Flotats (1906).

## Galeria

### Goig

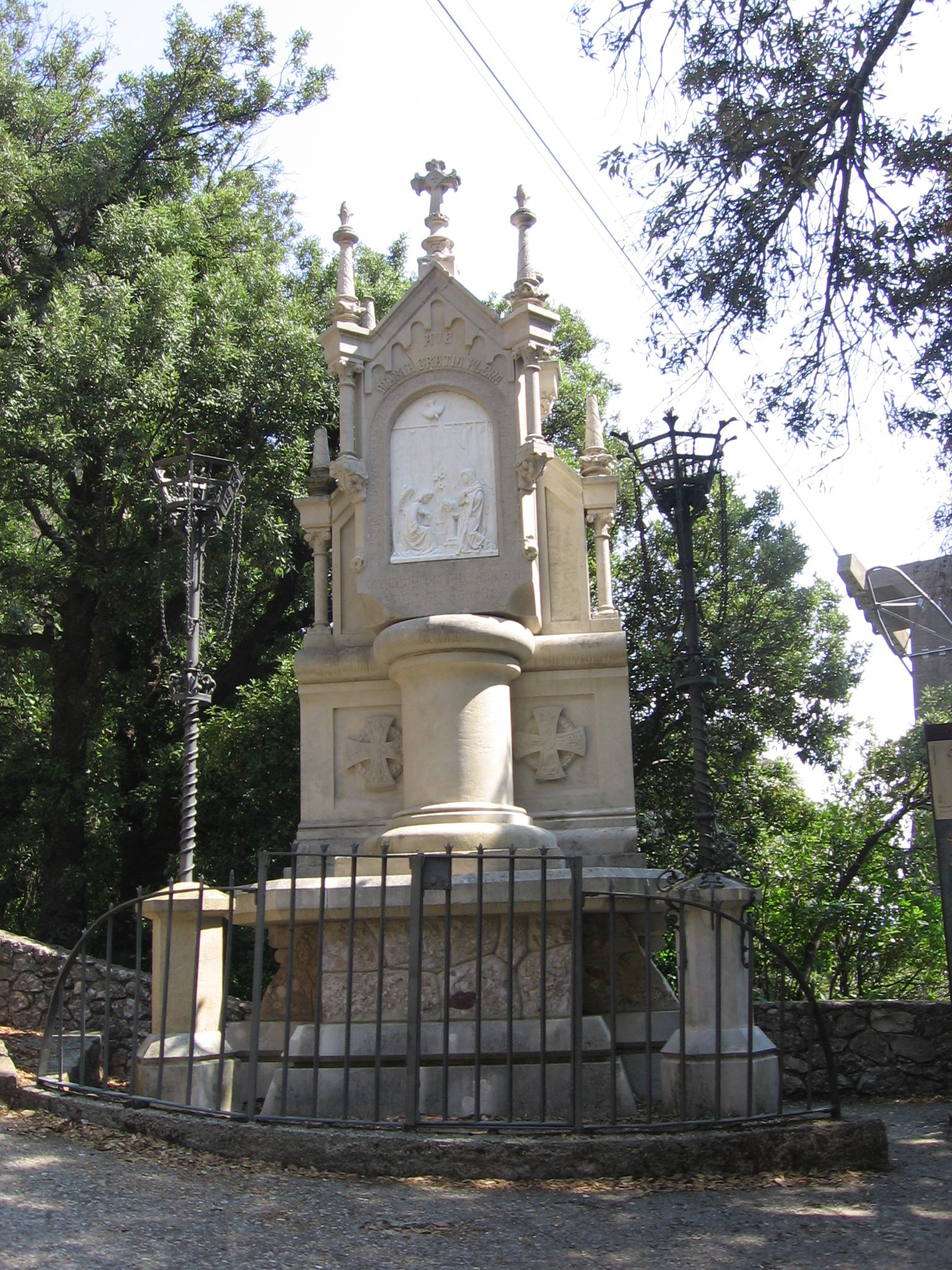
Primer Misteri de Goig
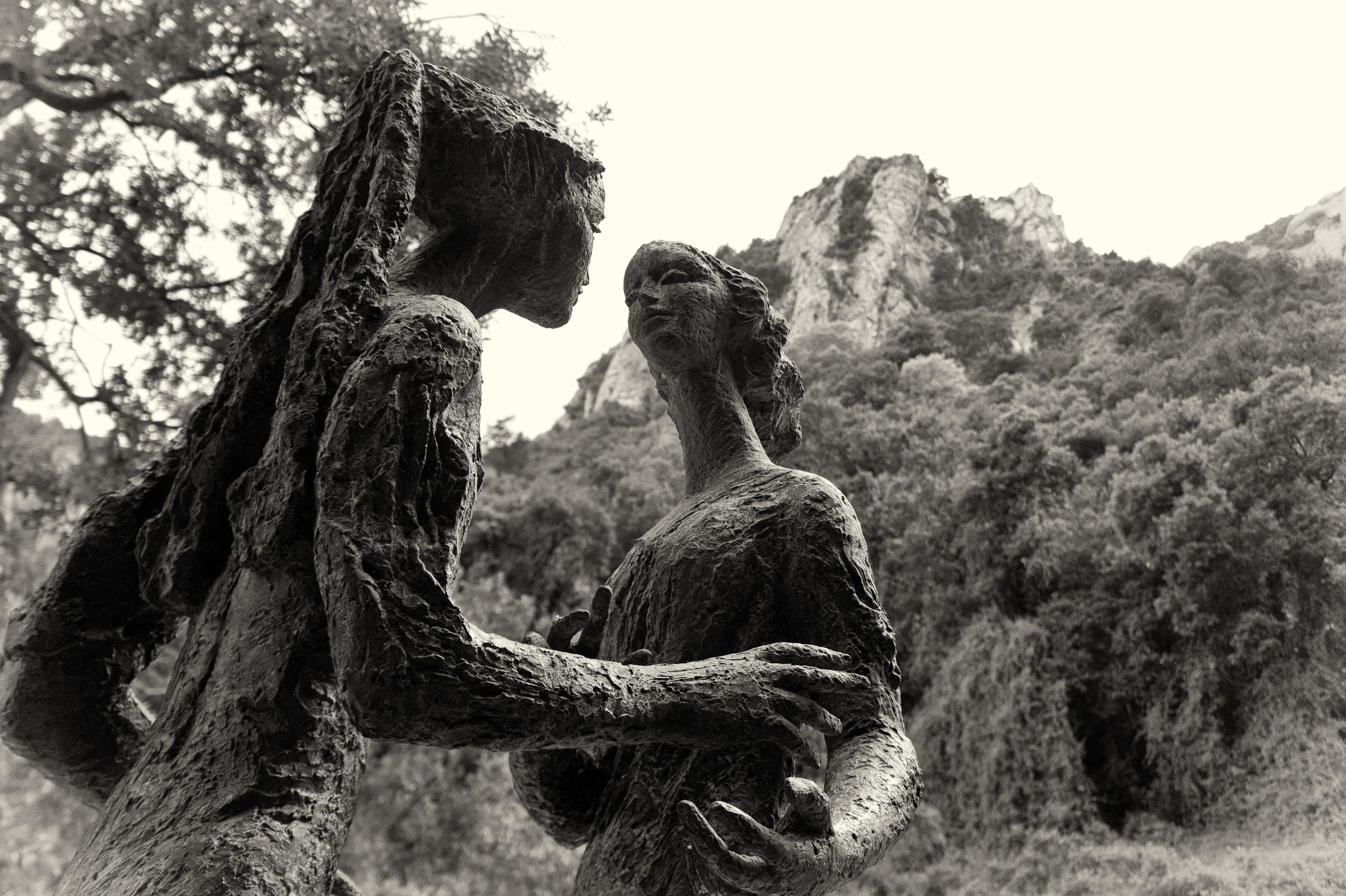
Segon misteri de Goig
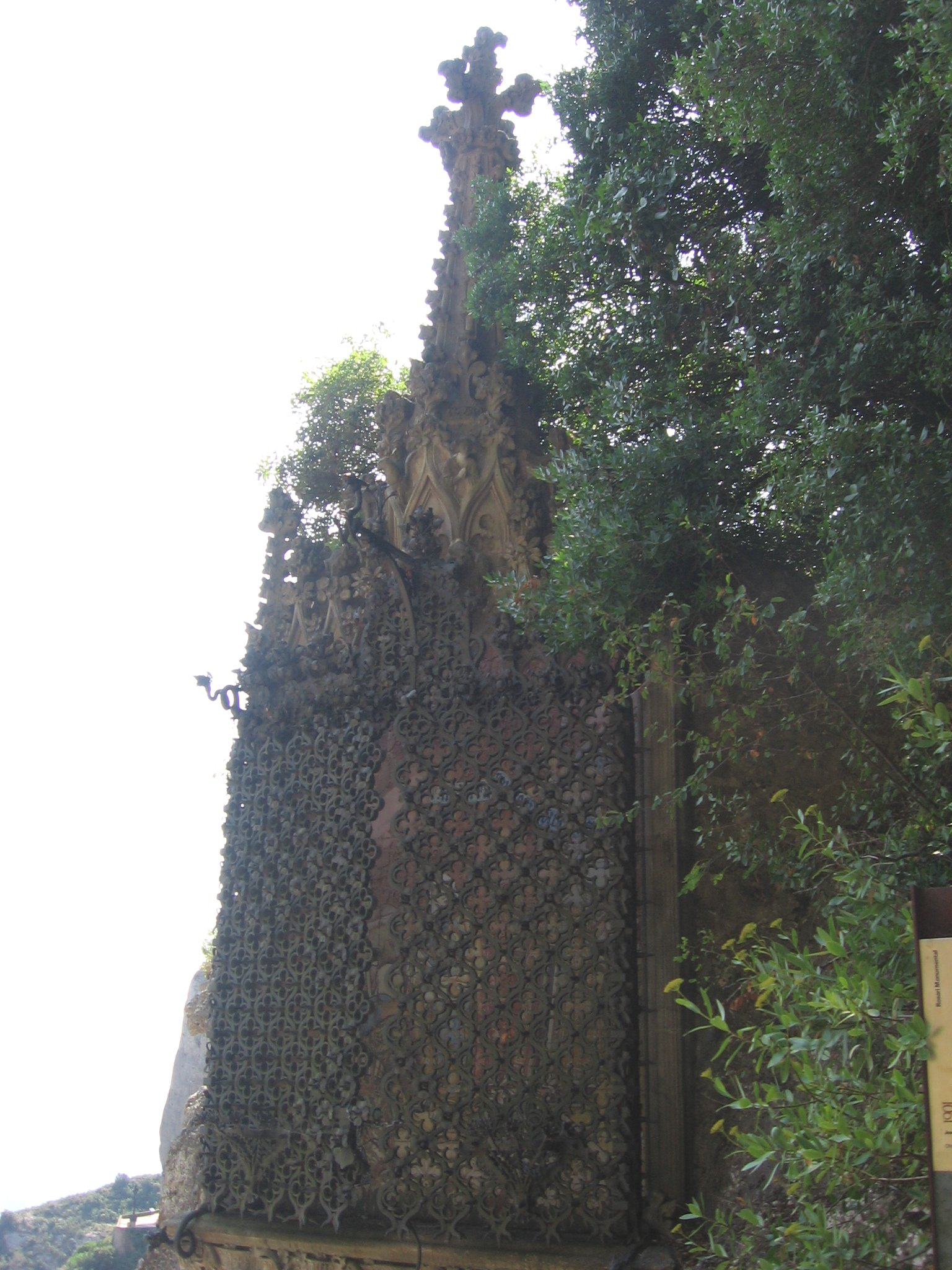
Tercer Misteri de Goig
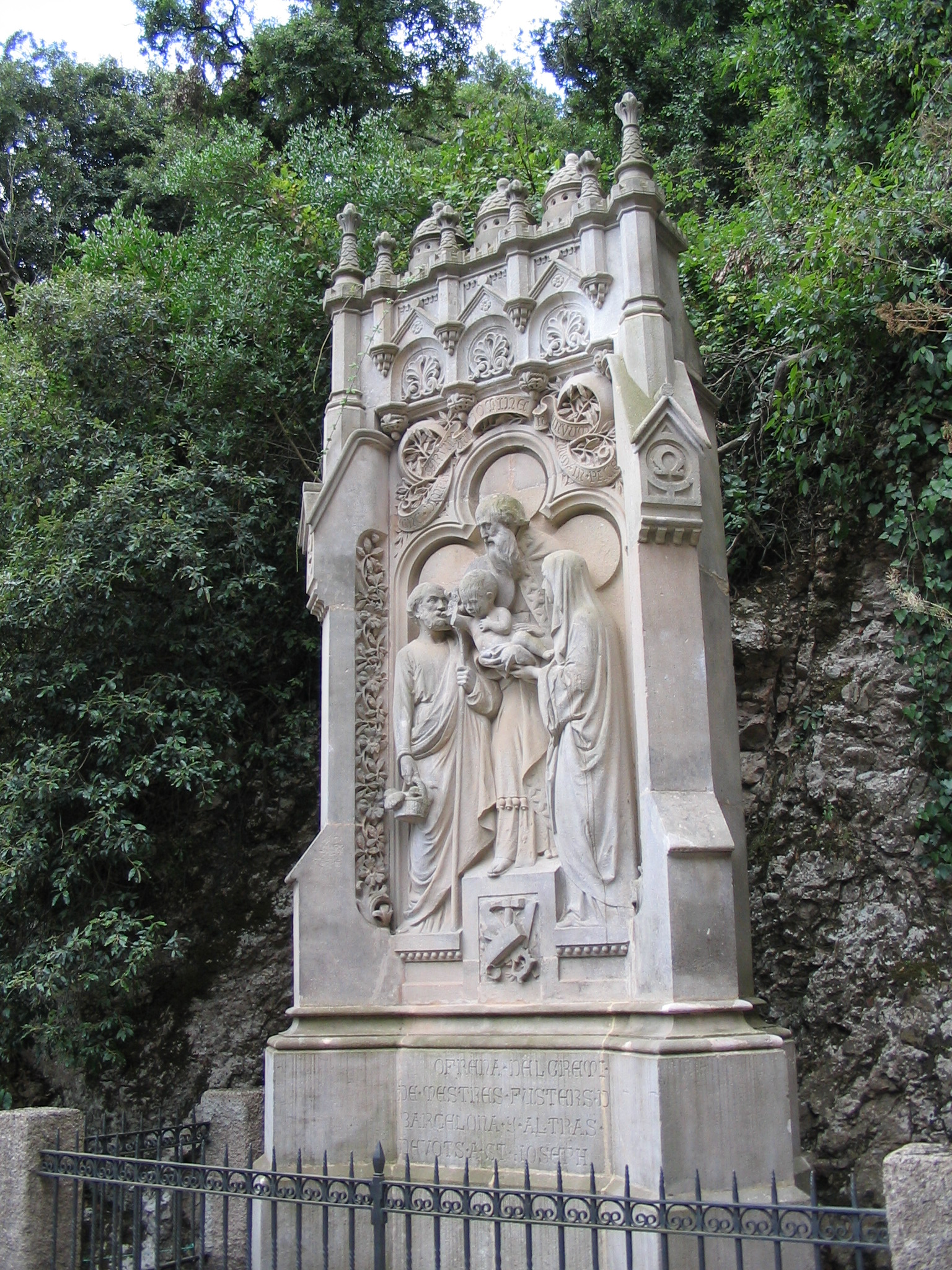
Quart Misteri de Goig
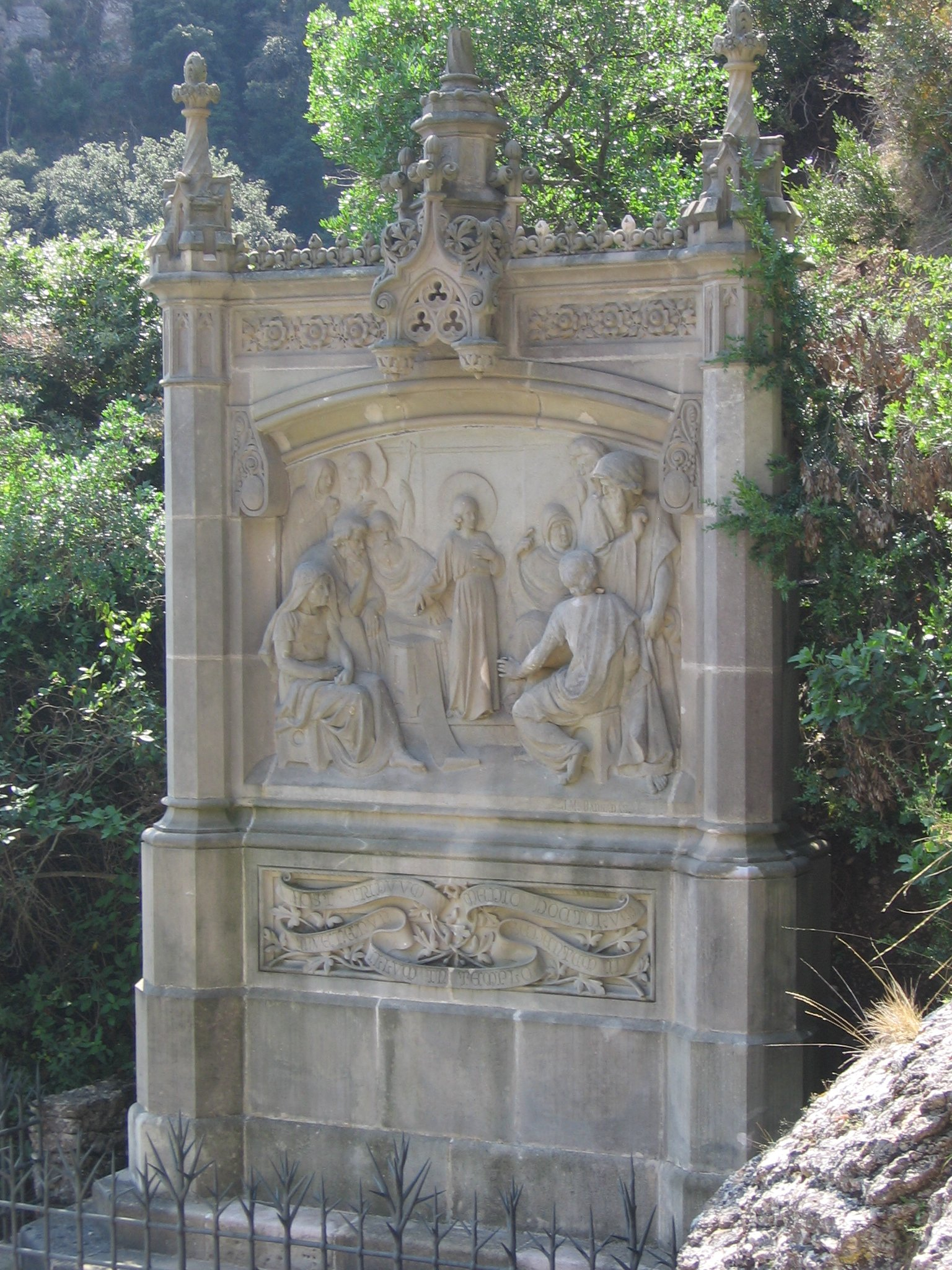
Cinquè Misteri de Goig

### Dolor

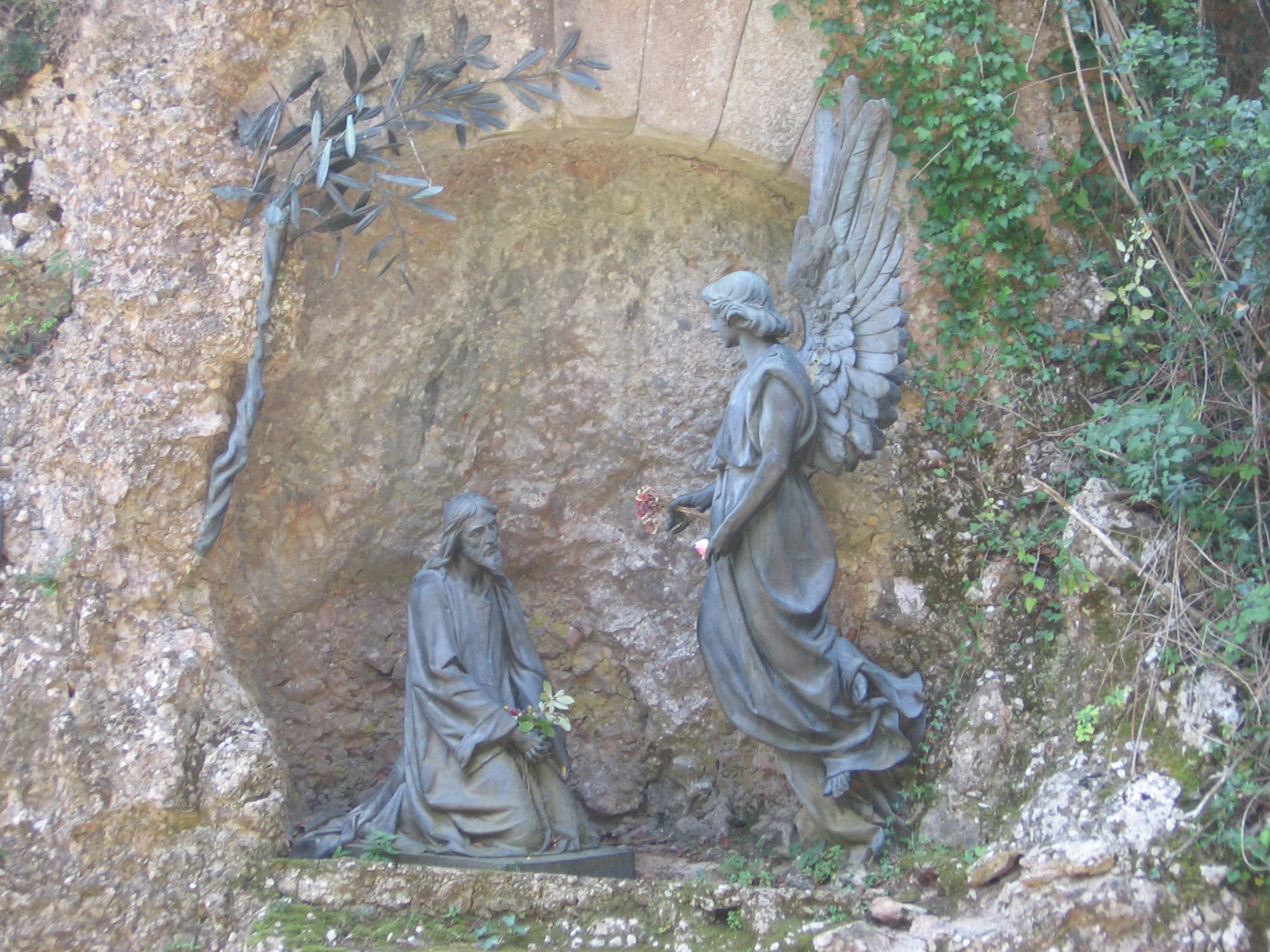
Primer Misteri de Dolor
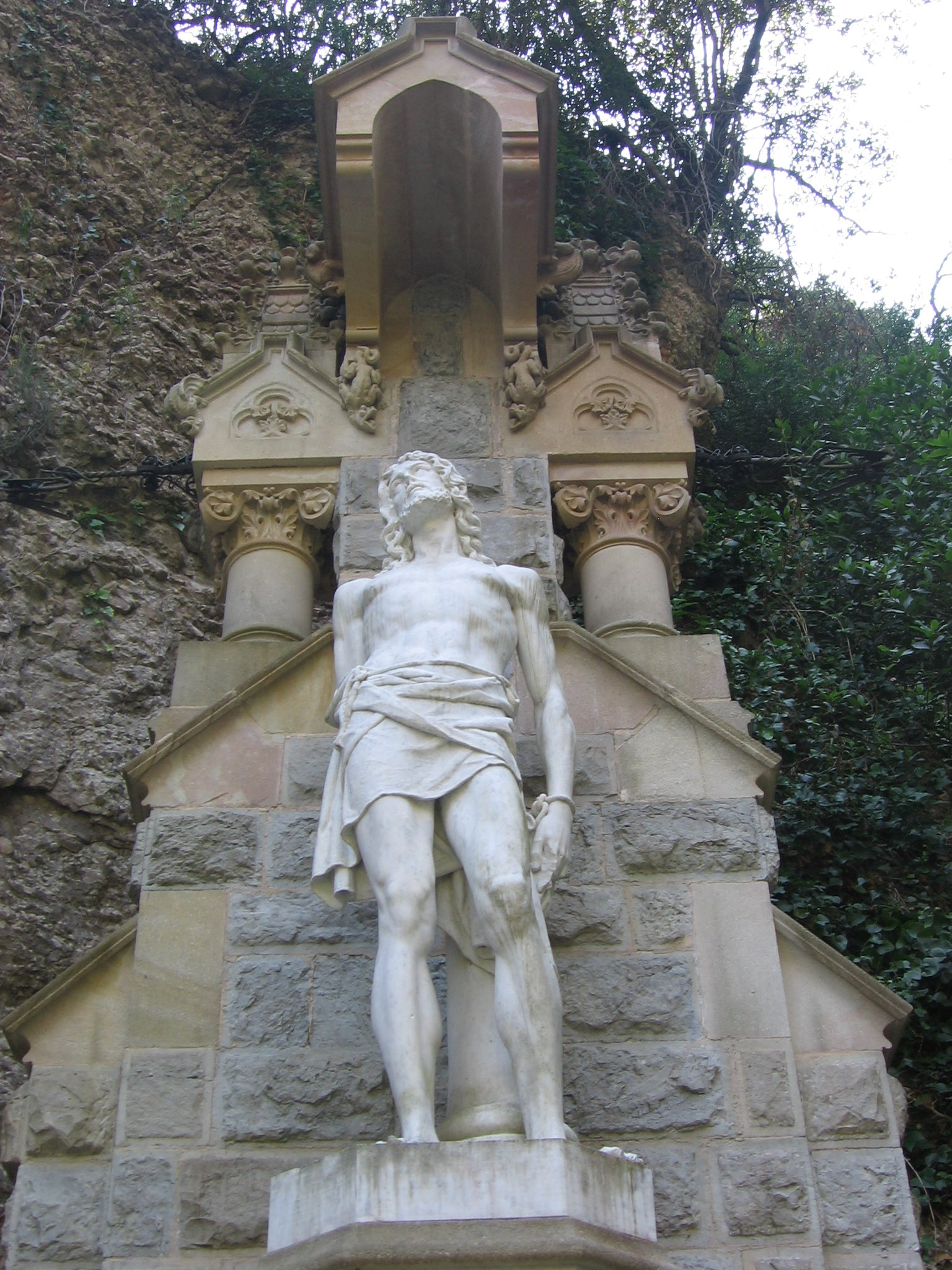
Segon Misteri de Dolor
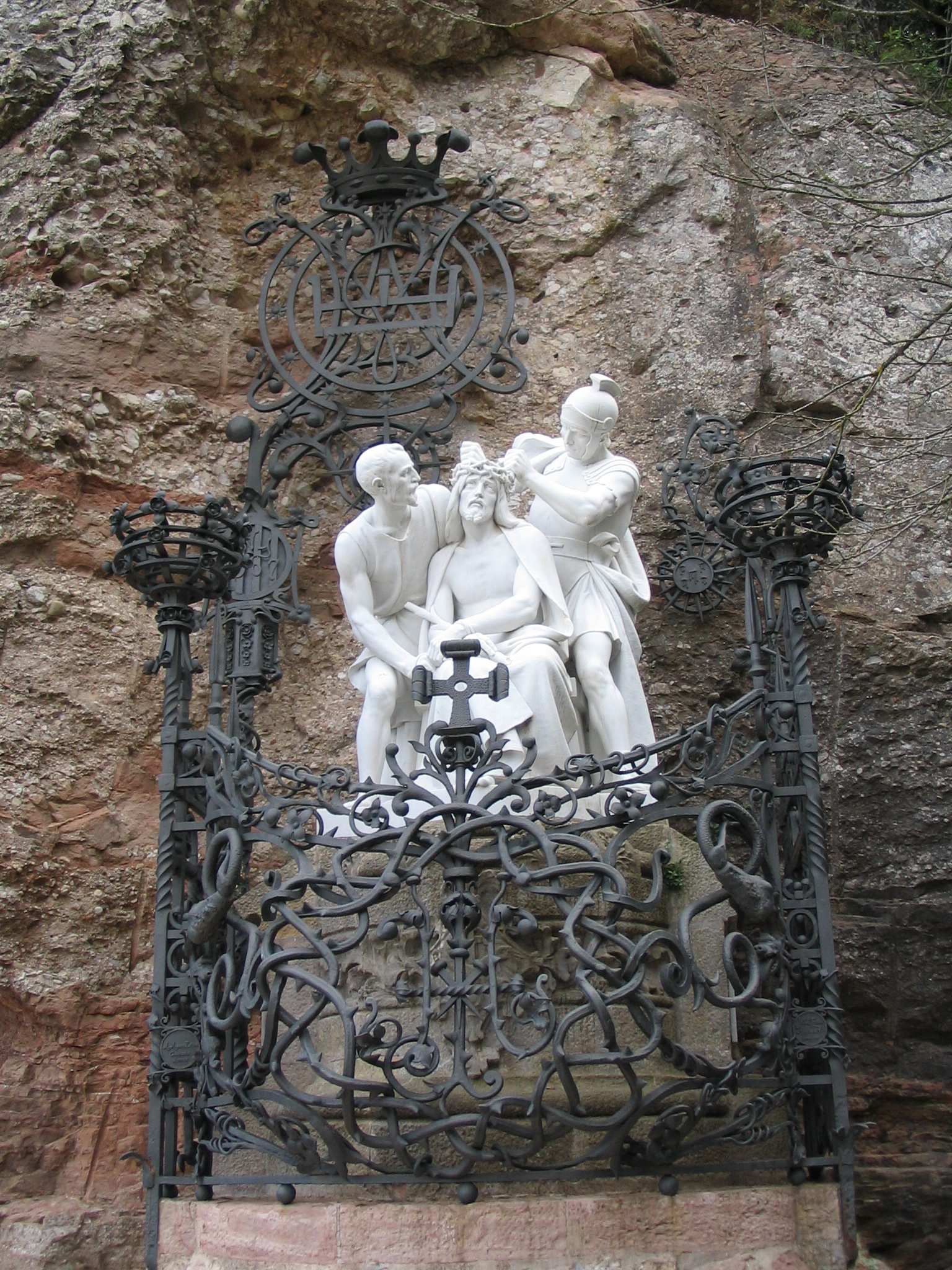
Tercer Misteri de Dolor
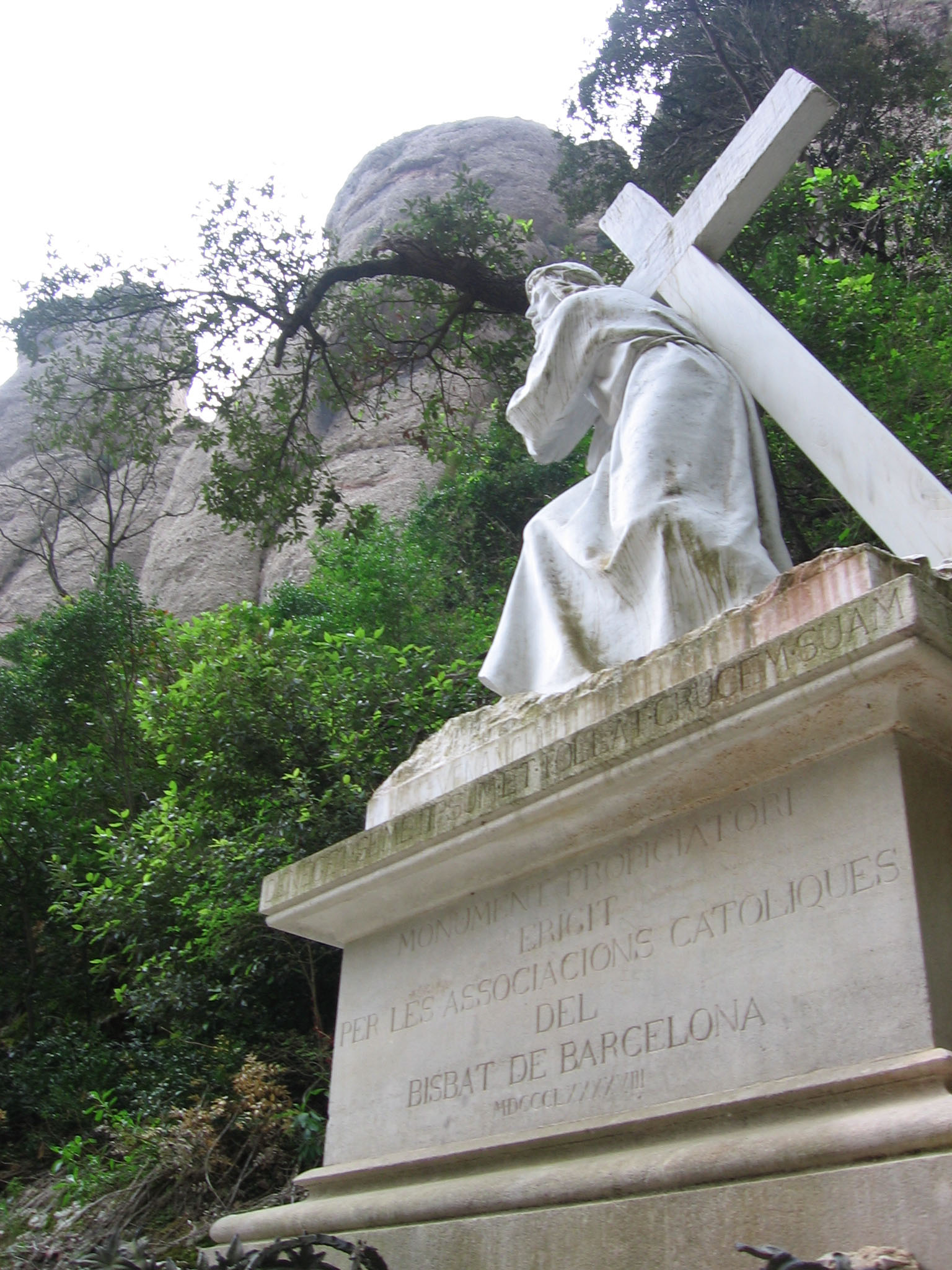
Quart Misteri de Dolor
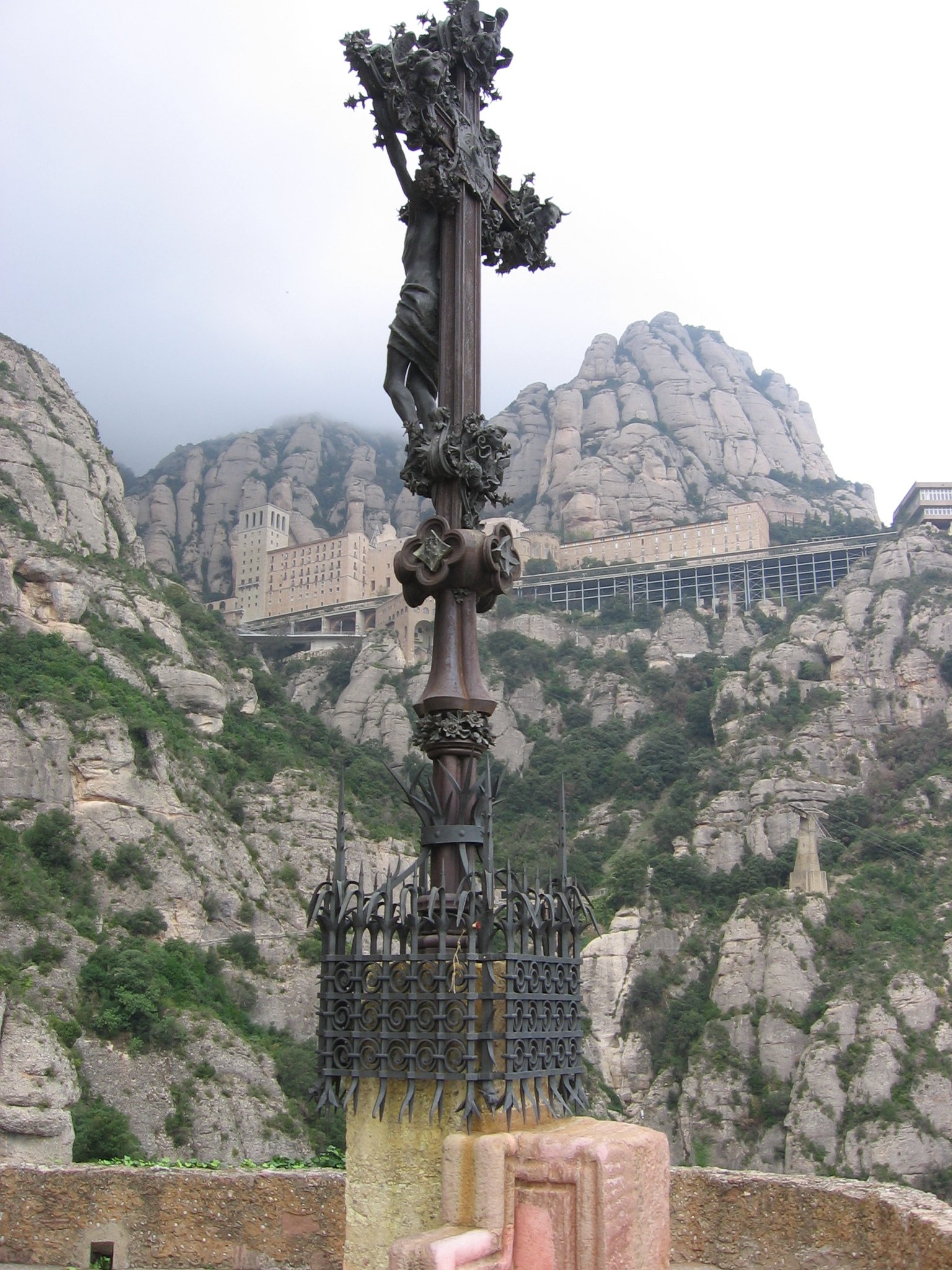
Cinquè Misteri de Dolor

### Glòria

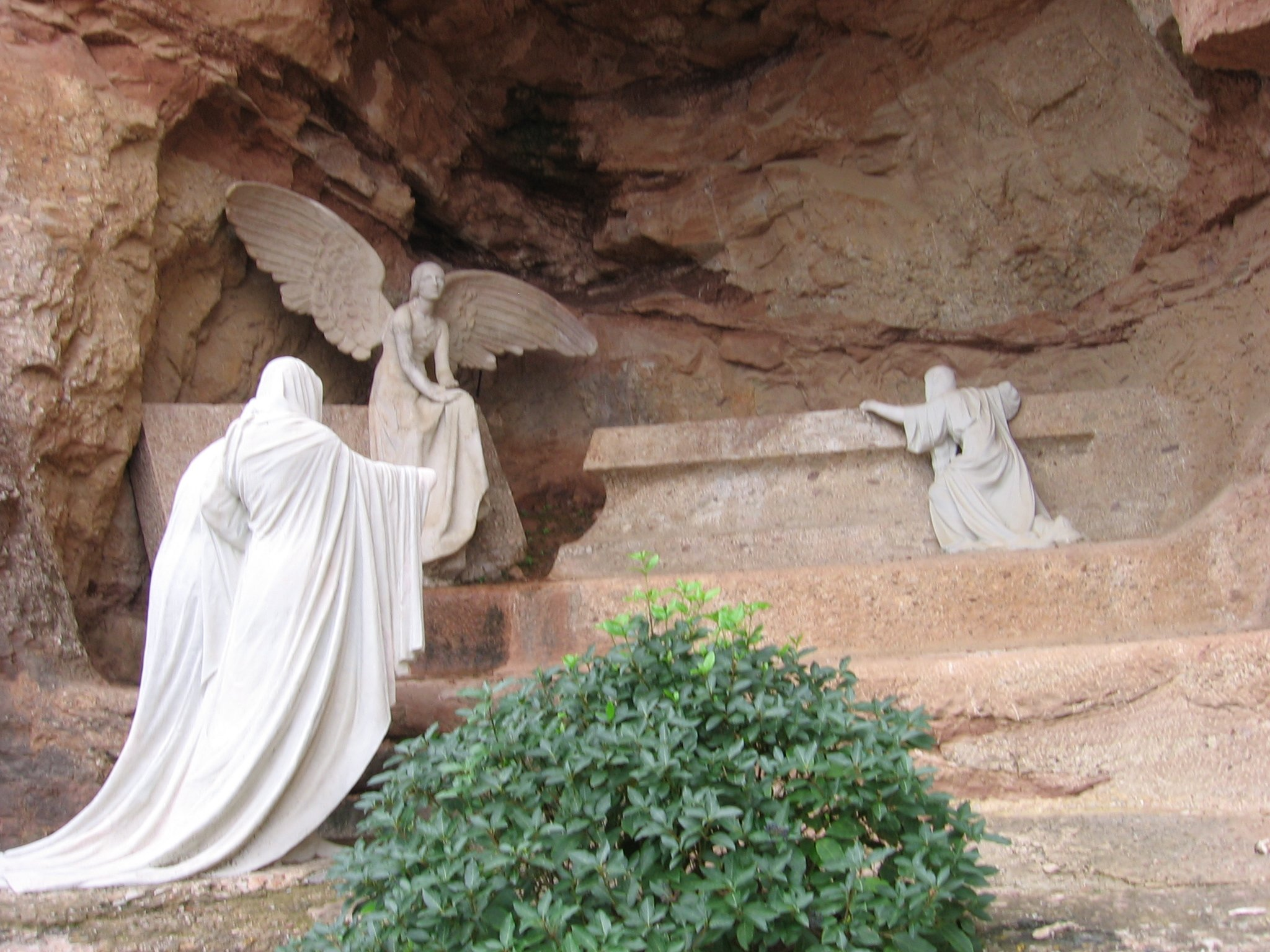
Primer Misteri de Glòria
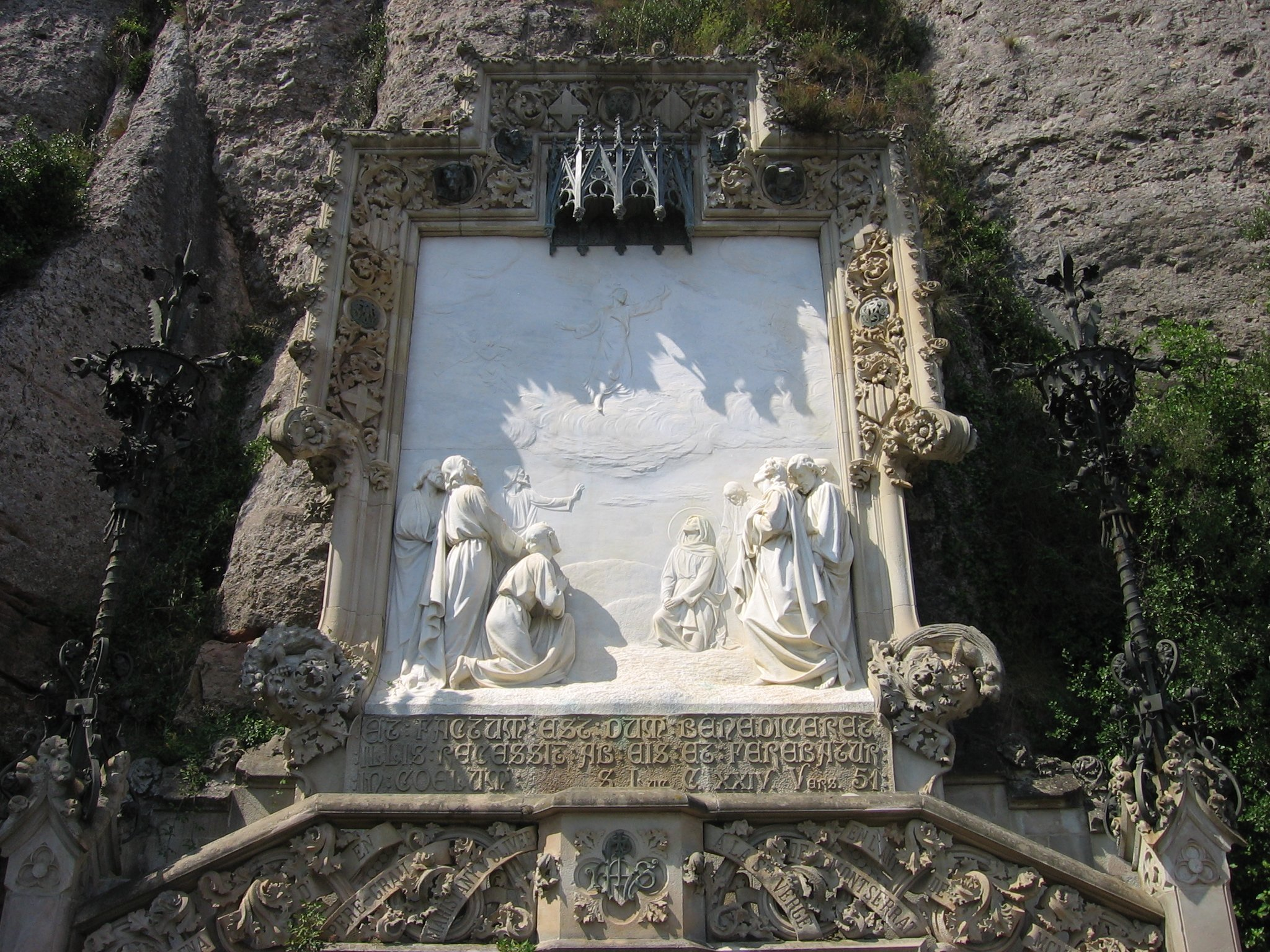
Segon Misteri de Glòria
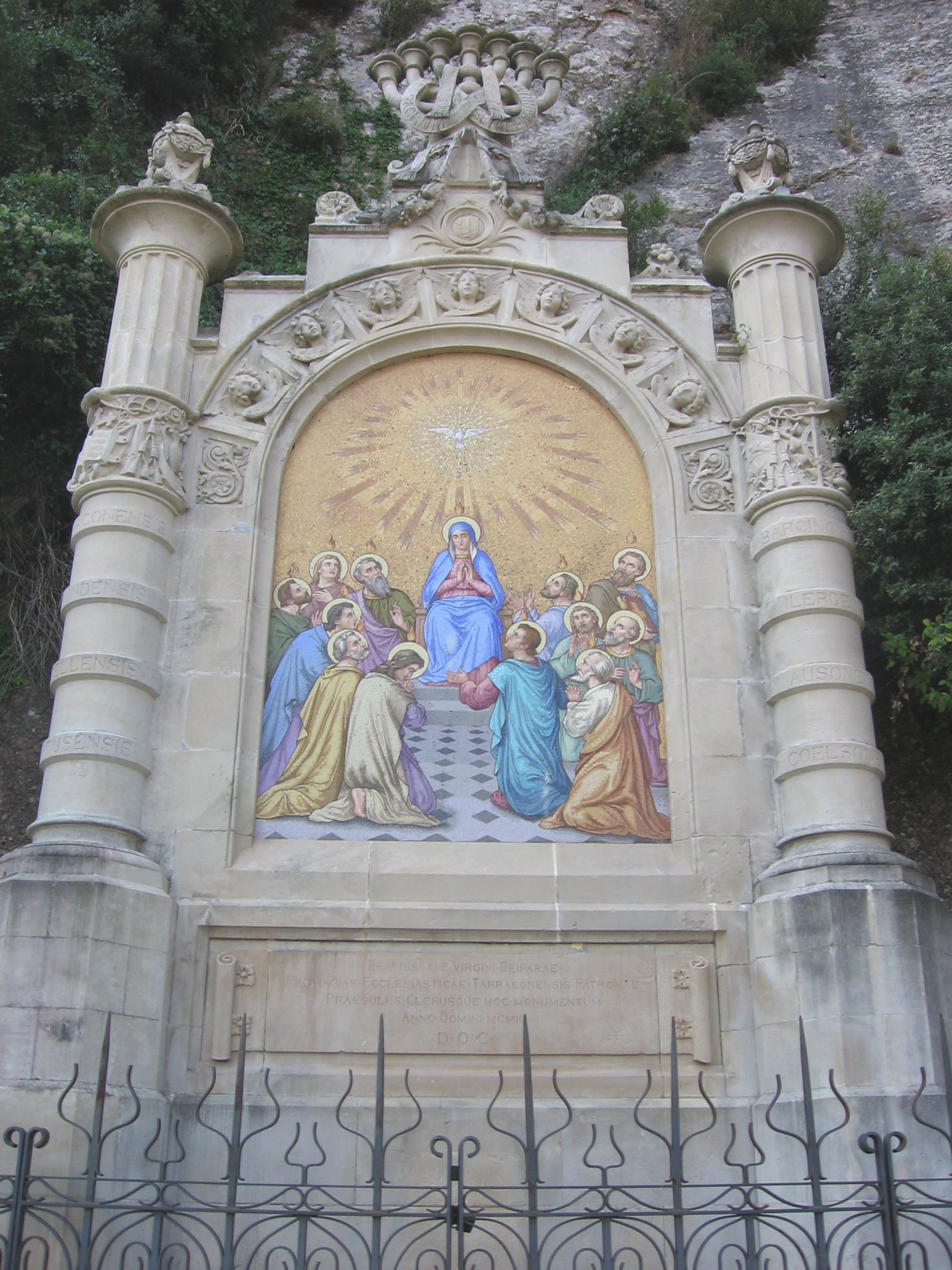
Tercer Misteri de Glòria
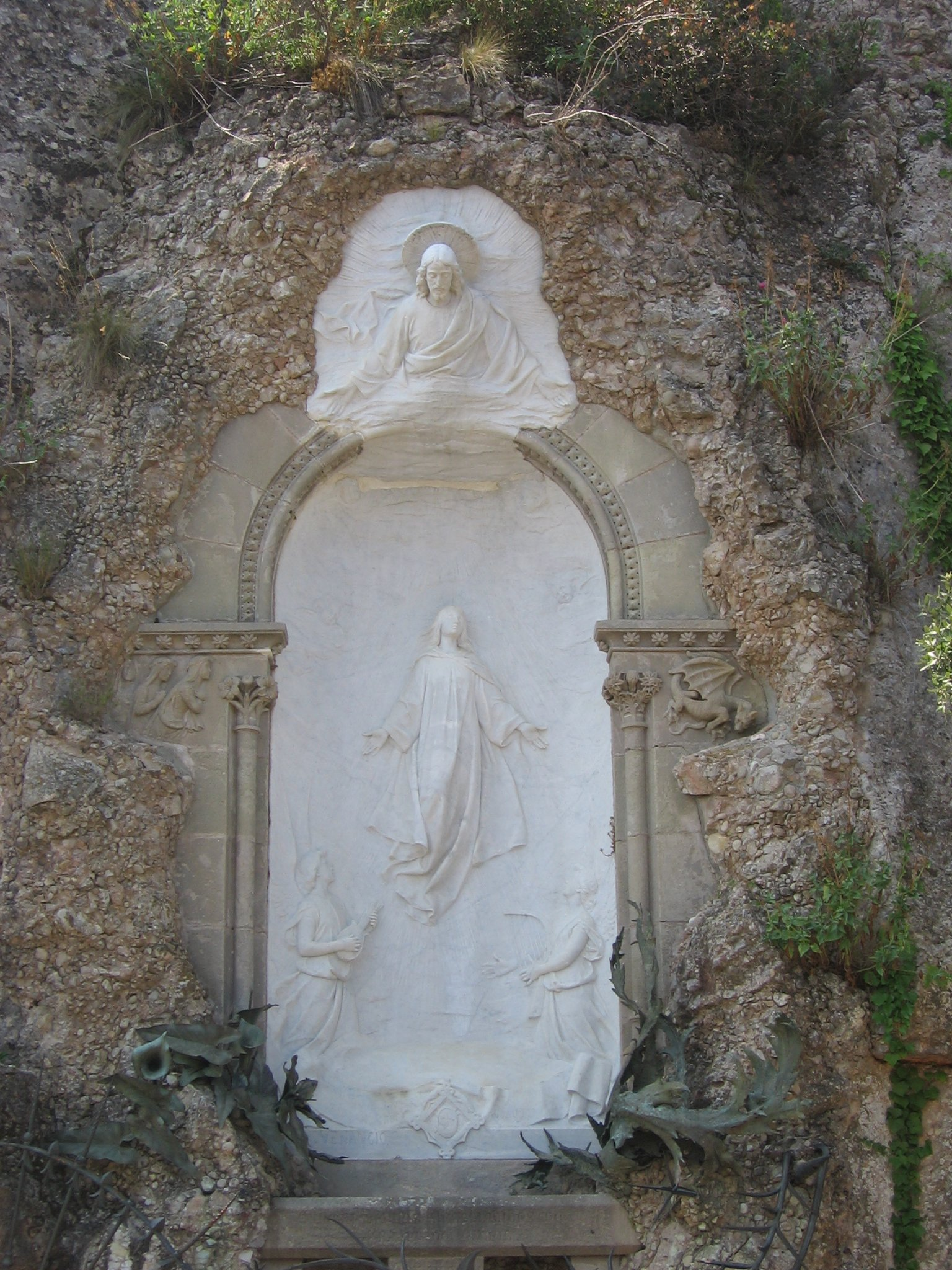
Quart Misteri de Glòria
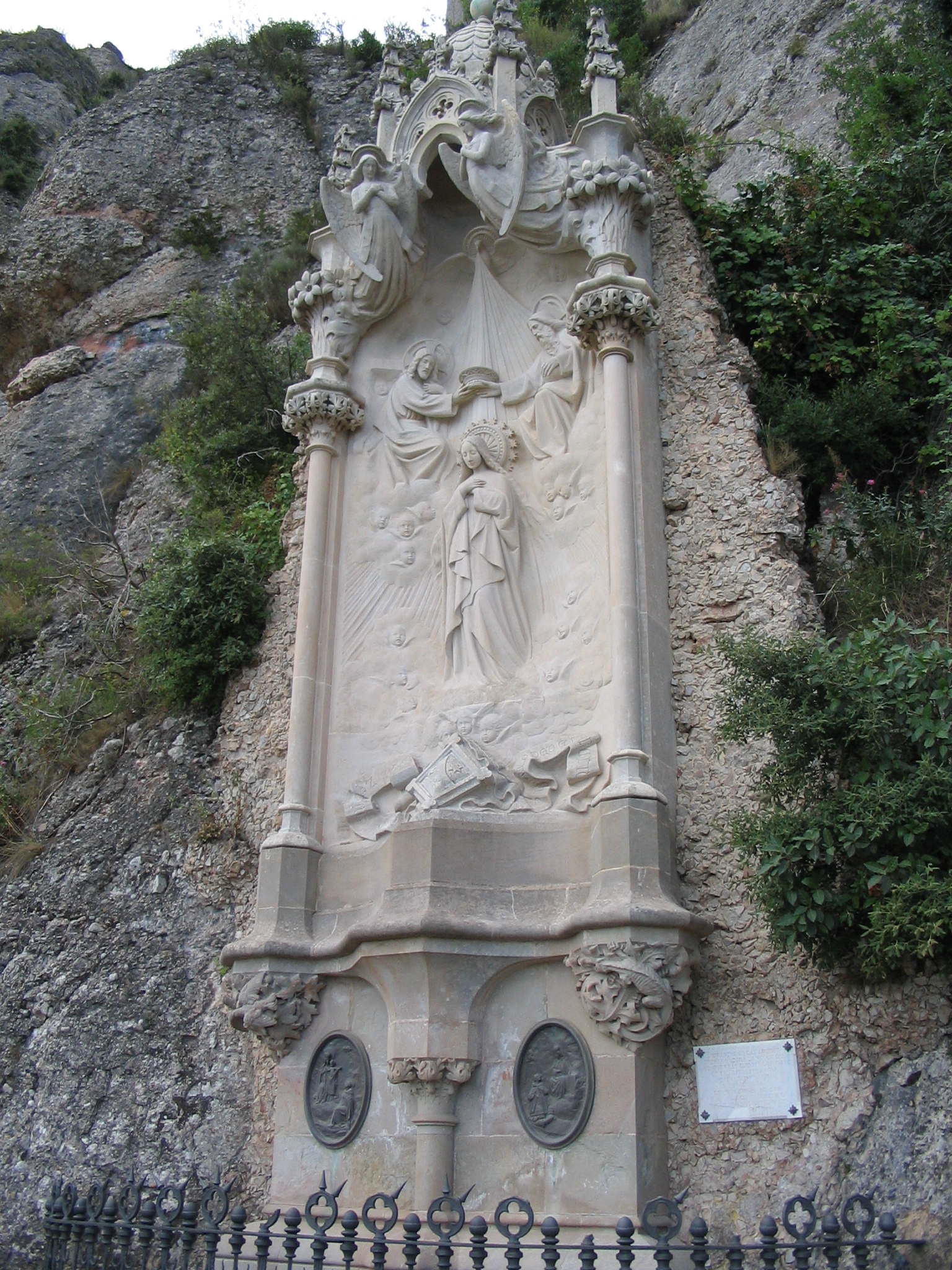
Cinquè Misteri de Glòria